# Beheer van gezondheidsgegevens
Beheer van gezondheidsgegevens is een in België erkend medisch specialisme dat zich richt op het analyseren van en bijdragen aan systemen met betrekking tot gezondheidsgegevens.
Artsen gespecialiseerd in het beheer van gezondheidsgegevens worden meestal tewerkgesteld in openbare instellingen zoals het ECDC en RIZIV.

## Opleiding
Om erkend te worden als arts-specialist in het beheer van gezondheidsgegevens dient een afgestudeerde arts een mastertraject in het beheer van gezondheidsgegevens te volgen. Aan de KU Leuven is dit mogelijk binnen de opleiding master in het management en beleid van de gezondheidszorg.
De arts-specialist die zich hierin heeft bekwaamd beschikt over een ruime kennis van medische informatica, beeldvorming, statistiek en epidemiologie, medische databanken, gezondheidsrecht en gezondheidseconomie.
Basisarts · Huisarts · Specialist —
Acute geneeskunde ·
Anesthesie-reanimatie ·
Arbeidsgeneeskunde ·
Arts Maatschappij en Gezondheid ·
Arts voor verstandelijk gehandicapten ·
Beheer van gezondheidsgegevens ·
Cardiologie ·
Dermato-venereologie ·
Endocrino-diabetologie ·
Forensische of gerechtelijke geneeskunde ·
Fysische geneeskunde ·
Gastro-enterologie ·
Geriatrie ·
Gynaecologie en verloskunde ·
Heelkunde ·
Intensieve zorg ·
Interne of inwendige geneeskunde ·
Kinder- en jeugdpsychiatrie ·
Klinische biologie ·
Klinische chemie ·
Klinische farmacologie ·
Klinische genetica ·
Mond-, kaak- en aangezichtschirurgie ·
Nefrologie ·
Neurochirurgie ·
Neurologie ·
Nucleaire geneeskunde ·
Oncologie ·
Oftalmologie of oogheelkunde ·
Orthopedie ·
Otorinolaryngologie, kno-heelkunde of nko-heelkunde ·
Pathologische anatomie ·
Pediatrie ·
Plastische, reconstructieve en esthetische heelkunde ·
Pneumologie of longziekten ·
Psychiatrie ·
Radiologie ·
Radiotherapie-Oncologie ·
Reumatologie ·
Revalidatiegeneeskunde ·
Sociale geneeskunde ·
Sportgeneeskunde ·
Stomatologie of kaakchirurgie ·
Spoedeisende of urgentiegeneeskunde ·
Urologie ·
Verzekeringsgeneeskunde en medische expertise